# دوربین

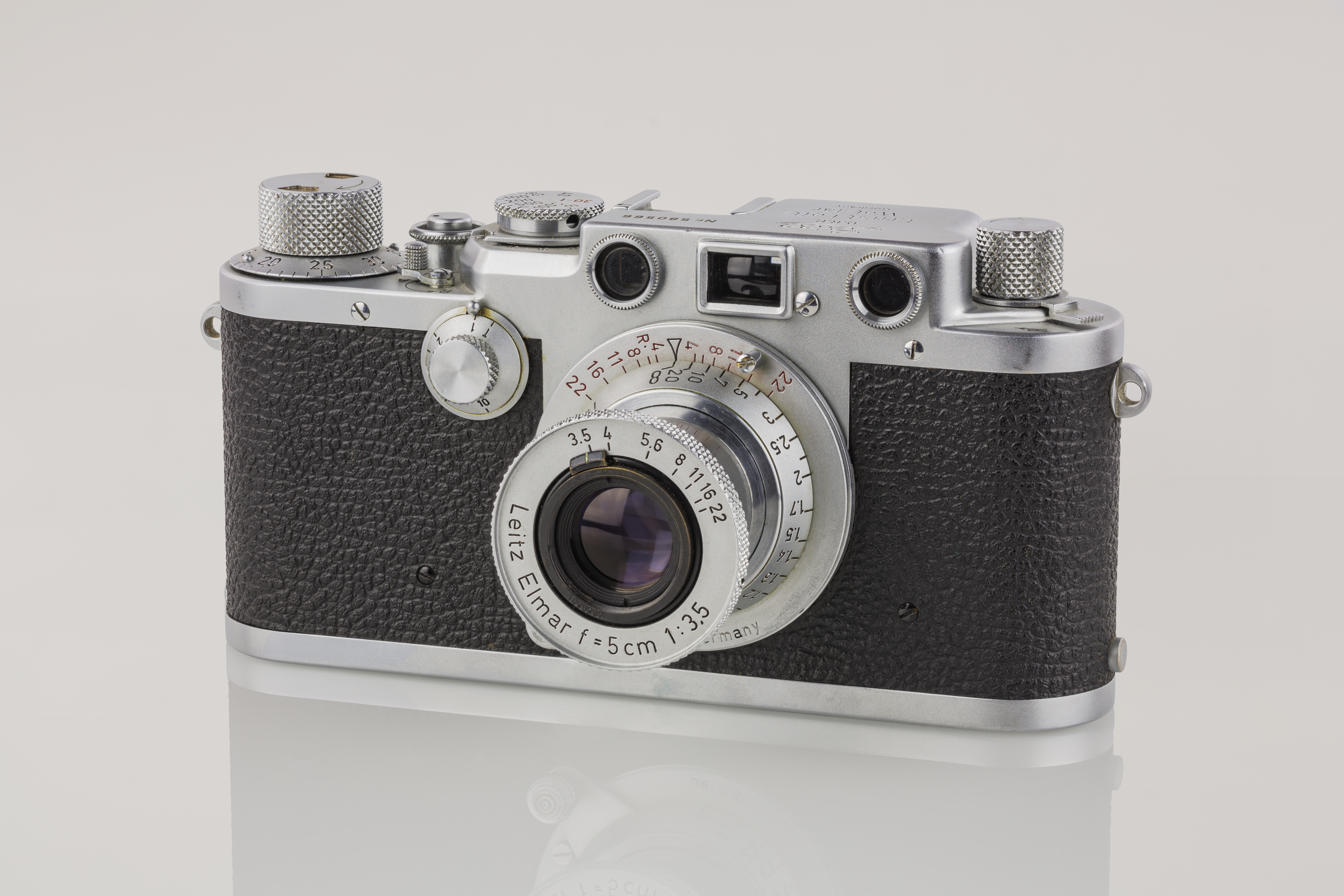
دوربین لایکا (دهه ۱۹۵۰)

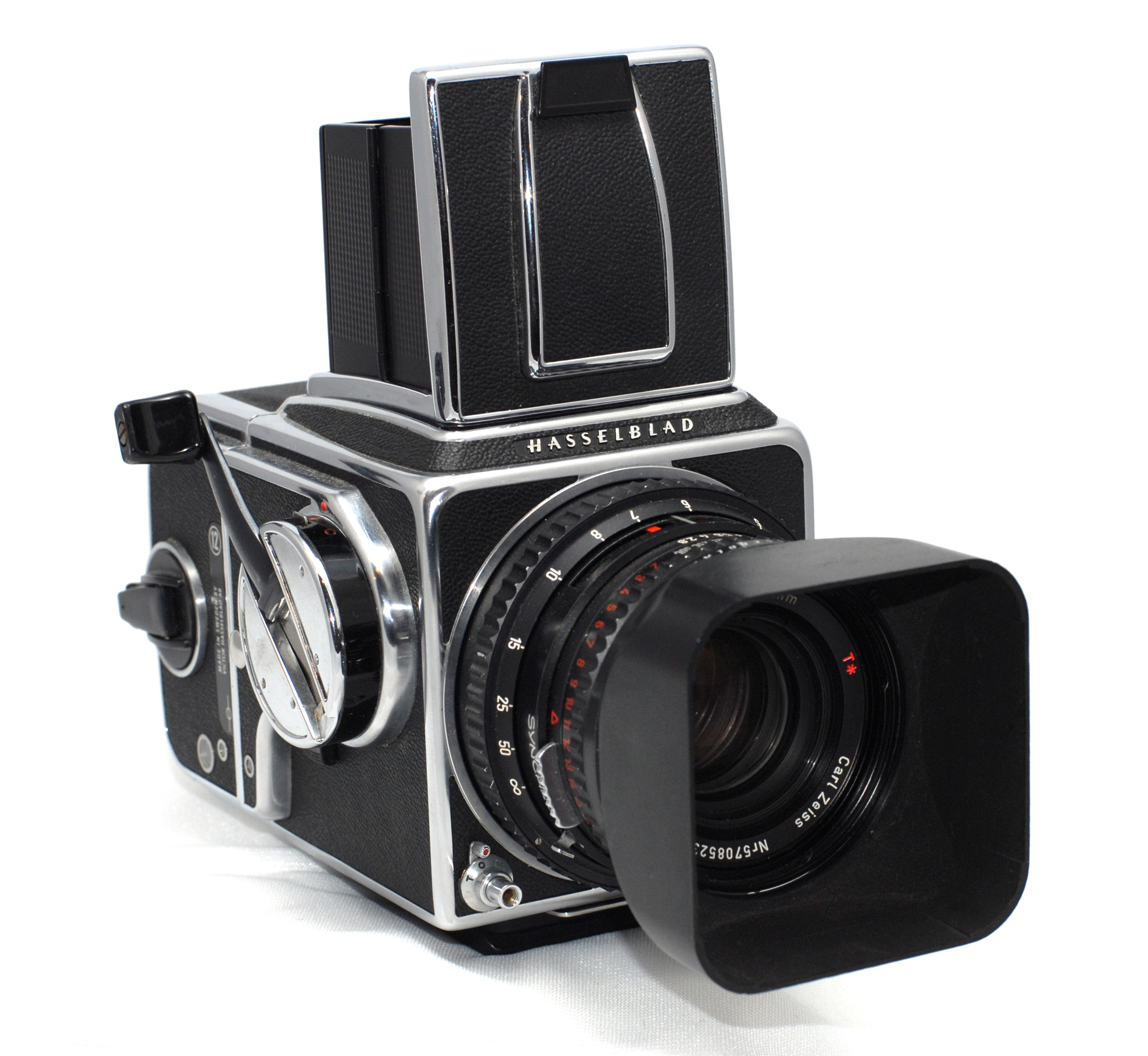
Hasselblad 500 C/M با لنز زایس

دوربین یک ابزار نوری است که می‌تواند یک تصویر را ثبت کند. اکثر دوربین‌ها می‌توانند تصاویر ۲ بعدی را ثبت کنند، در حالی که برخی از مدل‌های پیشرفته تر قادر به گرفتن تصاویر سه بعدی هستند. در سطح اولیه، اکثر دوربین‌ها از جعبه‌های مهر و موم شده (بدنه دوربین)، با یک حفره کوچک با قطر متغیر (دیافراگم یا اپرچر) تشکیل شده‌اند که اجازه عبور نور را می‌دهد تا تصویری را روی سطح حساس به نور (معمولاً یک سنسور دیجیتال یا فیلم آنالوگ عکاسی) ثبت کند. دوربین‌ها مکانیسم‌های مختلفی برای کنترل تابش نور بر روی سطح حساسِ نور دارند. لنزها نور ورودی به دوربین را متمرکز می‌کنند و دیافراگم را می‌توان باریک یا بازتر کرد. عملکرد شاتر میزان زمانی را که سطح حساس به نور در معرض نور قرار می‌گیرد، تعیین می‌کند. پس آموختیم که دیافراگم میزان نور وارده به حسگر با و شاتر مدت زمان نور وارده به حسگر را تعیین می‌کنند.
دوربین عکاسی اصلی‌ترین ابزار در هنر عکاسی است. تصاویر گرفته شده ممکن است بعداً به عنوان بخشی از فرایند عکاسی، تصویربرداری دیجیتال یا چاپ عکاسی بازتولید شوند. زمینه‌های هنری مشابه در کنار هنر عکس برداری عبارتند فیلم‌برداری به عنوان خبرنگار و فیلم‌برداری جهت تولیدات سینمایی و مستند.
کلمه دوربین از camera obscura گرفته شده‌است، نام لاتین دستگاه اصلی برای نمایش یک تصویر دو بعدی بر روی یک سطح صاف (در معنای «محفظه تاریک» ترجمه می‌شود). دوربین عکاسی مدرن از دوربین تاریک (فناوری مربوط به محفظه تاریک حفره دار) تکامل یافته‌است. اولین عکس دائمی در سال ۱۸۲۵ توسط جوزف نیکفور نیپس گرفته شد.

## ساختار مکانیکی

عناصر اصلی یک دوربین عکاسی مدرن دیجیتال تک لنز رفلکس (SLR).

اکثر دوربین‌ها نور را از طیف مرئی می گیرند، در حالی که دوربین‌های تخصصی سایر بخش‌های طیف الکترومغناطیسی مانند مادون قرمز را می‌گیرند.
همه دوربین‌ها از طراحی اولیه یکسانی استفاده می‌کنند: نور از طریق یک عدسی همگرا یا محدب وارد یک جعبه محصور شده و یک تصویر روی یک محیط حساس به نور ضبط می‌شود. مکانیزم شاتر مدت زمانی که نور وارد دوربین می‌شود را کنترل می‌کند.
اکثر دوربین‌ها همچنین دارای منظره‌یاب هستند که صحنه مورد نظر را به عکسبردار نشان می‌دهد، مهم‌ترین ابزارهای تنظیمی یک دوربین (تنظیم به صورت دستی یا خودکار) عبارت اند از ۱-فوکوس (تنظیم عمق میدان دید)، ۲-دیافراگم (میزان نوری که وارد دوربین می‌شود) و ۳-سرعت شاتر (مدت زمان نوری که وارد می‌شود) که هریک تأثیر ویژه‌ای بر تصویر خروجی دارد.

### کنترل میزان حجم نوردهی

#### دیافراگم

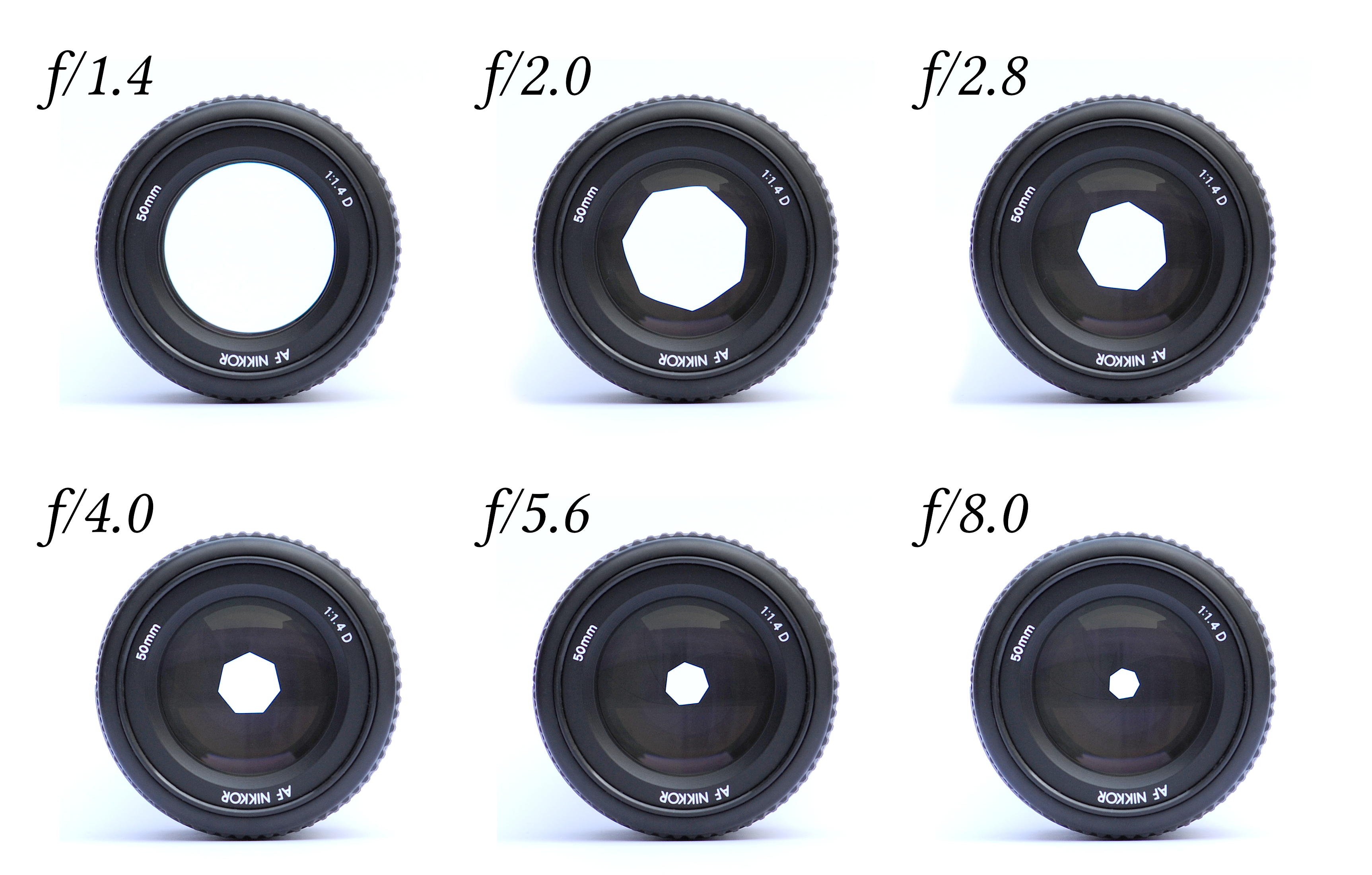
دیافراگم‌های مختلف یک لنز

نور از طریق یک دیافراگم وارد دوربین می‌شود، دهانه‌ای که توسط صفحات روی هم قرار گرفته‌اند که حلقه دیافراگم نامیده می‌شود. قطر این حفره متغیر است این بخش به‌طور معمول در لنز قرار دارد، اصولاً وظیفه لنز تشکیل اولیه محدوده تصویر است و وظیفه حسگر ثبت تصویر است. این دهانه را می‌توان برای تغییر میزان نوری که به فیلم یا حسگر برخورد می‌کند، باز یا باریک کرد. اندازه دیافراگم را می‌توان به صورت دستی، با چرخاندن لنز یا تنظیم به کمک عقربه موجود در بدنه دوربین، یا به‌طور خودکار بر اساس خوانش‌های یک نورسنج داخلی تنظیم کرد.
اگر اپرچر یا دیافراگم را شنید باید سریعاً به مشخصه شماره F یا f-stop فکر کنید. این مشخصه میزان انبساط و انقباض را مشخص می‌کند. هرچه f-stop کوچکتر باشد، نور بیشتری اجازه ورود به لنز را پیدا می‌کند و نوردهی افزایش می‌یابد. به‌طور معمول، f-stopها از f/1.4 تا f/32 در افزایش‌های استاندارد متغیر هستند: ۱٫۴، ۲، ۲٫۸، ۴، ۵٫۶، ۸، ۱۱، ۱۶، ۲۲، و ۳۲. نور ورودی به دوربین با هر افزایش به نصف کاهش می‌یابد. منظور از عملگر / همان تقسیم است. به عبارتی فاصله کانونی تقسیم بر شماره‌های یاد شده (که همان قطر دیافراگم هستند) میزان حجم نور وارده به حسگر که پشت لنز قرار گرفته‌است را مشخص می‌کند. کارکرد دیافراگم مانند مردمک در چشم است.
هنگامی که در شمارهای F پایین قرارداریم، محدوده فوکوس محدود می‌شود و عمیق میدان دید کاهش می‌یابد، بنابراین در حالی که اجسام نزدیک تر در فوکوس (یا حالت شفاف) هستند، پس‌زمینه اجسام تار می‌شود. این عمق میدان با بسته شدن دیافراگم (افزایش شماره F) افزایش می‌یابد. دیافراگم باریک منجر به عمق میدان زیاد می‌شود، به این معنی که اشیاء در فواصل مختلف از دوربین به نظر می‌رسد در فوکوس هستند. آنچه در فوکوس، معیار ارزندگی است، توسط دایره سردرگمی یا CoC مشخص می‌شود. این مشخصه کیفیت فوکوس را معین می‌کند.

#### شاتر
شاتر به همراه دیافراگم یکی از دو راه برای کنترل حجم تجمعی میزان نور ورودی به دوربین است. یکی از طریق زمان و دیگر از طریق مساحت دریچه. شاتر مدت زمان قرار گرفتن سطح حساس به نور در معرض نور را تعیین می‌کند. شاتر باز می‌شود، نور وارد دوربین می‌شود و فیلم یا حسگر را در معرض نور قرار می‌دهد و سپس شاتر بسته می‌شود.
دو نوع شاتر مکانیکی وجود دارد: شاتر نوع تیغه‌ای یا مرکزی و شاتر کانونی یا پرده‌ای. تفاوت این دو نوع در نحوه حرکت مکانیکی باز و بسته شدن است. در مدل مرکزی یا تیغه‌ای حرکت به شکل گشاد شدن از مرکز دیافراگم است مانند عملکرد عنیبه در تنظیم قطر مردمک چشم که به کمک تیغه‌های فلزی پیاده‌سازی شده‌است. در حالیکه در مدل کانونی یا پرده‌ای، شبه به باز و بسته کردن پرده، به صورت افقی از بالا تا پایین این حرکت شکل می‌گیرد. در نوع تیغه از تیغه‌های فلزی استفاده شده‌است و از مرکز به طرف خارج باز می‌شوند. در استفاده از شاتر تیغه‌ای، سطح حساس به نور به صورت یکباره در معرض نور قرار گرفته و تصویر را ثبت می‌کند. در گذشته از این نوع از شاترها در قطع‌های مختلف دوربین عکاسی استفاده می‌شد. اما امروزه از این نوع شاتر دیگر در دوربین‌های حرفه‌ای 35mm استفاده نمی‌شود.

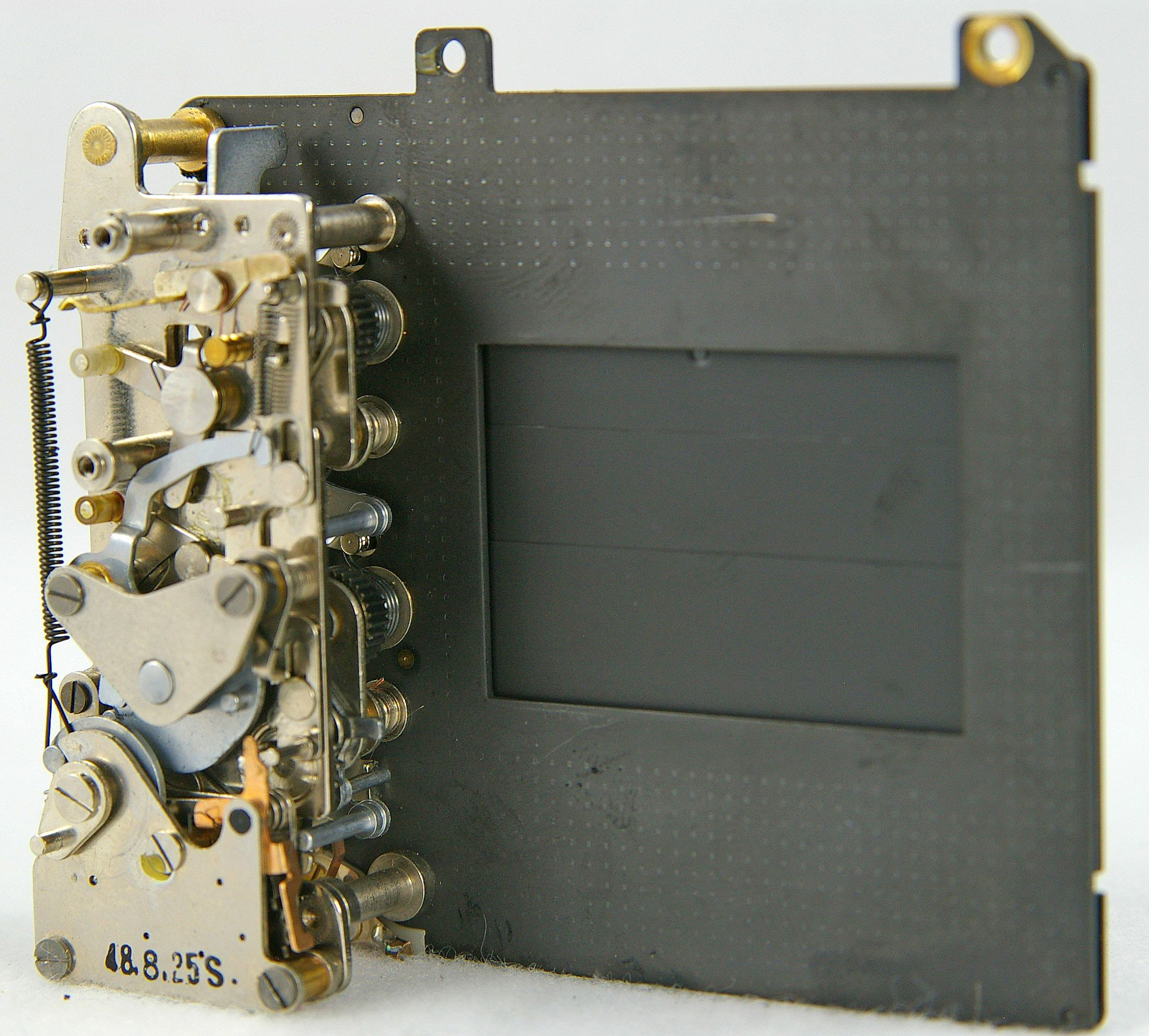
شاتر صفحه کانونی. در این کرکره، تیغه‌های کرکره فلزی به صورت عمودی حرکت می‌کنند.

معمولاً از شاتر کانونی استفاده می‌شود. این دریچه نزدیک به صفحه فیلم عمل می‌کند (برعکس مدل تیغه‌ای که در لنز تعبیه شده بود) و به همین دلیل به نوع کانونی شهرت یافته‌است و از صفحات فلزی یا پرده‌های پارچه‌ای با دهانه‌ای استفاده می‌کند که از سطح حساس به نور عبور می‌کند. پرده‌ها یا صفحات دارای دهانه‌ای هستند که در طول نوردهی در سطح صفحه فیلم کشیده می‌شود. شاتر سطح کانونی معمولاً در دوربین‌های رفلکس تک لنز (SLR) استفاده می‌شود، زیرا پوشاندن فیلم (به‌جای جلوگیری از عبور نور از لنز) به عکاس این امکان را می‌دهد که تصویر را همیشه از طریق لنز مشاهده کند، و تنها در لحظه عکسبرداری یا ثبت تصویر، تأثیر تنظیم سرعت شاتر را احساس کند. این امر همچنین برداشتن لنز از دوربین بارگذاری‌شده را تسهیل می‌کند، زیرا بسیاری از دوربین‌های SLR دارای لنزهای قابل تعویض هستند.
یک دوربین دیجیتال ممکن است از شاتر مکانیکی یا الکترونیکی استفاده کند که مورد دوم در دوربین‌های گوشی‌های هوشمند رایج است. شاترهای الکترونیکی یا داده‌ها را از کل حسگر به‌طور همزمان ضبط می‌کنند (یک شاتر جهانی یا global shutter) یا داده‌ها را خط به خط در سراسر سنسور ضبط می‌کنند (یک شاتر غلتکی یا rolling shutter). در دوربین‌های فیلم، یک شاتر چرخشی همگام با پیشرفت هر فریم فیلم باز و بسته می‌شود.
مدت زمانی که شاتر باز است، سرعت شاتر یا زمان نوردهی نامیده می‌شود. زمان نوردهی معمولی می‌تواند از یک ثانیه تا ۱/۱۰۰۰ ثانیه باشد، اگرچه مدت زمان طولانی‌تر و کوتاه‌تر غیر معمول نیست. در مراحل اولیه عکاسی، نوردهی اغلب چند دقیقه طول می‌کشید. این زمان‌های نوردهی طولانی اغلب منجر به تصاویر تار می‌شود، زیرا یک شیء واحد در چندین مکان در یک تصویر واحد برای مدت زمان نوردهی ثبت می‌شود. برای جلوگیری از این امر می‌توان از زمان‌های نوردهی کوتاه تری استفاده کرد. زمان‌های نوردهی بسیار کوتاه می‌تواند حرکت سریع را ثبت کند و تاری حرکت را از بین ببرد. با این حال، زمان‌های نوردهی کوتاه‌تر به نور بیشتری برای تولید یک تصویر با نوردهی مناسب نیاز دارد، بنابراین کوتاه کردن زمان نوردهی همیشه امکان‌پذیر نیست.
مانند تنظیمات دیافراگم، زمان نوردهی به توان دو افزایش می‌یابد. این دو تنظیم مقدار نوردهی (EV) را تعیین می‌کنند، که اندازه‌گیری میزان نور ثبت شده در طول نوردهی است. بین زمان‌های نوردهی و تنظیمات دیافراگم رابطه مستقیمی وجود دارد به طوری که اگر زمان نوردهی یک مرحله طولانی شود، اما باز شدن دیافراگم نیز یک مرحله باریک شود، میزان نوری که با فیلم یا سنسور تماس می‌گیرد یکسان است.

#### اندازه‌گیری

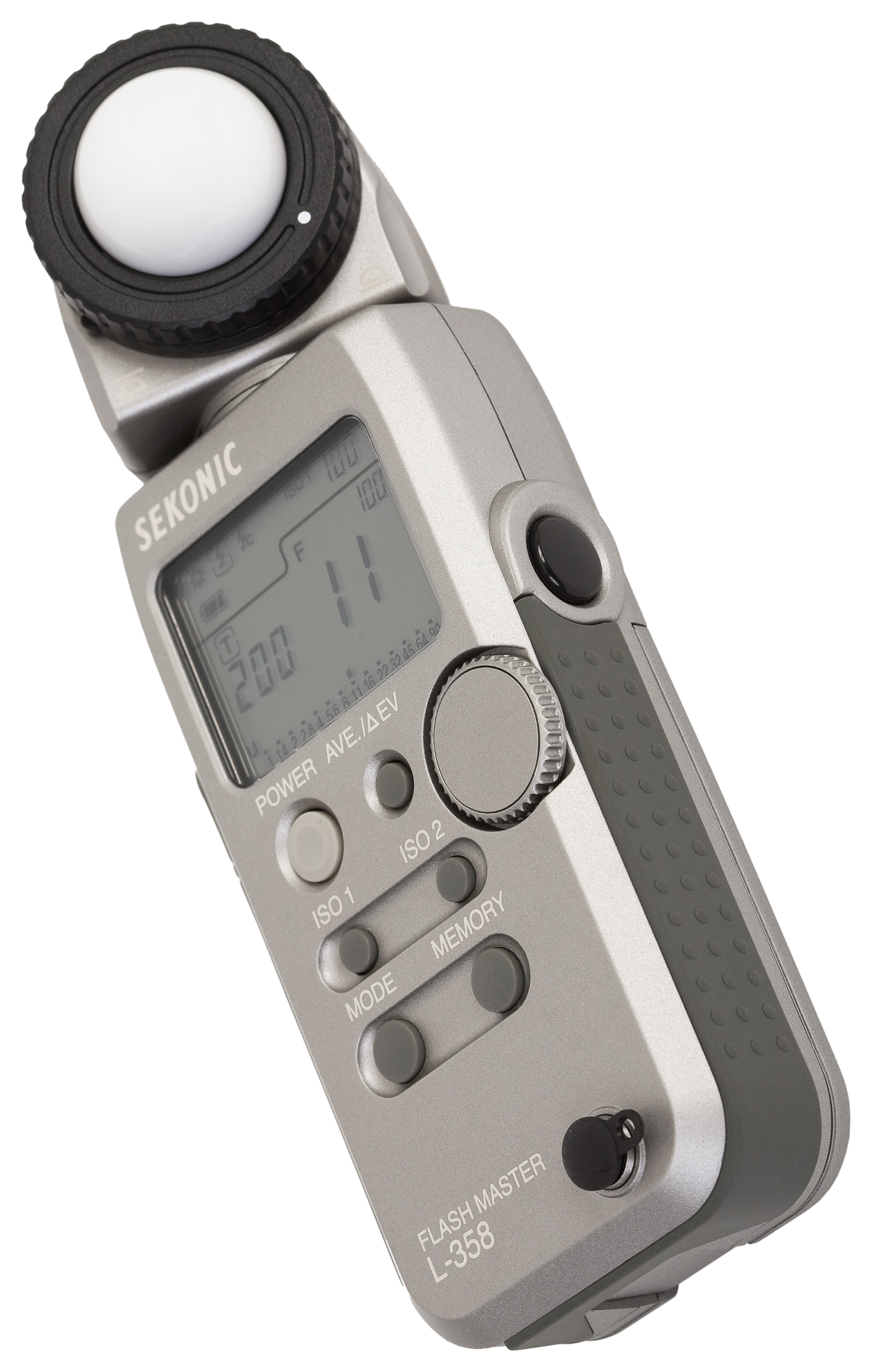
نورسنج دیجیتالی دستی که نوردهی ۱/۲۰۰ را در دیافراگم f/11، در ISO 100 نشان می‌دهد. سنسور نور در بالا، زیر نیمکره سفید منتشر شده‌است.

در اکثر دوربین‌های مدرن، میزان نور ورودی به دوربین با استفاده از نورسنج داخلی یا نورسنج اندازه‌گیری می‌شود. که از طریق لنز گرفته می‌شود (به نام TTL metering)، این خوانش‌ها با استفاده از پانل نیمه‌رساناهای حساس به نور گرفته می‌شوند. آنها برای محاسبه تنظیمات نوردهی بهینه استفاده می‌شوند. این تنظیمات معمولاً به‌طور خودکار تعیین می‌شوند، زیرا خواندن توسط ریزپردازنده دوربین استفاده می‌شود. قرائت از نورسنج با تنظیمات دیافراگم، زمان نوردهی و حساسیت فیلم یا حسگر برای محاسبه نوردهی بهینه گنجانده شده‌است.
نور متر معمولاً میانگین نور در یک صحنه را به ۱۸ درصد خاکستری میانه می‌رساند. دوربین‌های پیشرفته‌تر در اندازه‌گیری تفاوت‌های ظریف‌تری دارند در برخی اندازه‌گیری نور به صورت میانگین ناحیه‌ای و در برخی به صورت نقطه‌ای صورت می‌گیرد.

### لنز
لنز دوربین نور را از سوژه می‌گیرد و آن را روی حسگر متمرکز می‌کند. طراحی و ساخت لنز برای کیفیت عکس بسیار مهم است. یک انقلاب فناوری در طراحی دوربین در قرن نوزدهم، تولید شیشه نوری و طراحی لنز را مدرن کرد. این به فرآیندهای مدرن تولید طیف گسترده‌ای از ابزارهای نوری مانند عینک جهت کاربرد خواندن و میکروسکوپ کمک کرد. شرکت‌های پیشگام در عرصه ساخت لنز شامل زایس و لایتز هستند.
لنزهای دوربین در طیف وسیعی از فواصل کانونی، مانند ۱- محدوده دید باریک یا تله‌فوتو ۲- محدوده دید وسیع، ۳- محدوده دید استاندارد یا متوسط ساخته می‌شوند. در دیگر تقسیم‌بندی لنزها یا دارای فاصله کانونی ثابت (عدسی اصلی) یا فاصله کانونی متغیر (عدسی زوم) هستند. هر لنز برای انواع خاصی از عکاسی مناسب است. زوایای عریض بسیار زیاد ممکن است برای معماری به دلیل توانایی آنها درگرفتن نمای وسیع از ساختمان‌ها ترجیح داده شوند (هرجا که محدوده دید وسیع است). لنزهای استاندارد معمولاً دارای دیافراگم باز هستند و به همین دلیل اغلب برای عکاسی خیابانی و مستند استفاده می‌شوند. لنز تله فوتو در ورزش و حیات وحش مفید است، اما بیشتر مستعد لرزش دوربین است که ممکن است باعث تاری حرکت شود (علت احساس کردن لرزش محدوده دید باریک آنهاست که به تغییرات محل دوربین بسیار حساس می‌شود).

#### فوکوس

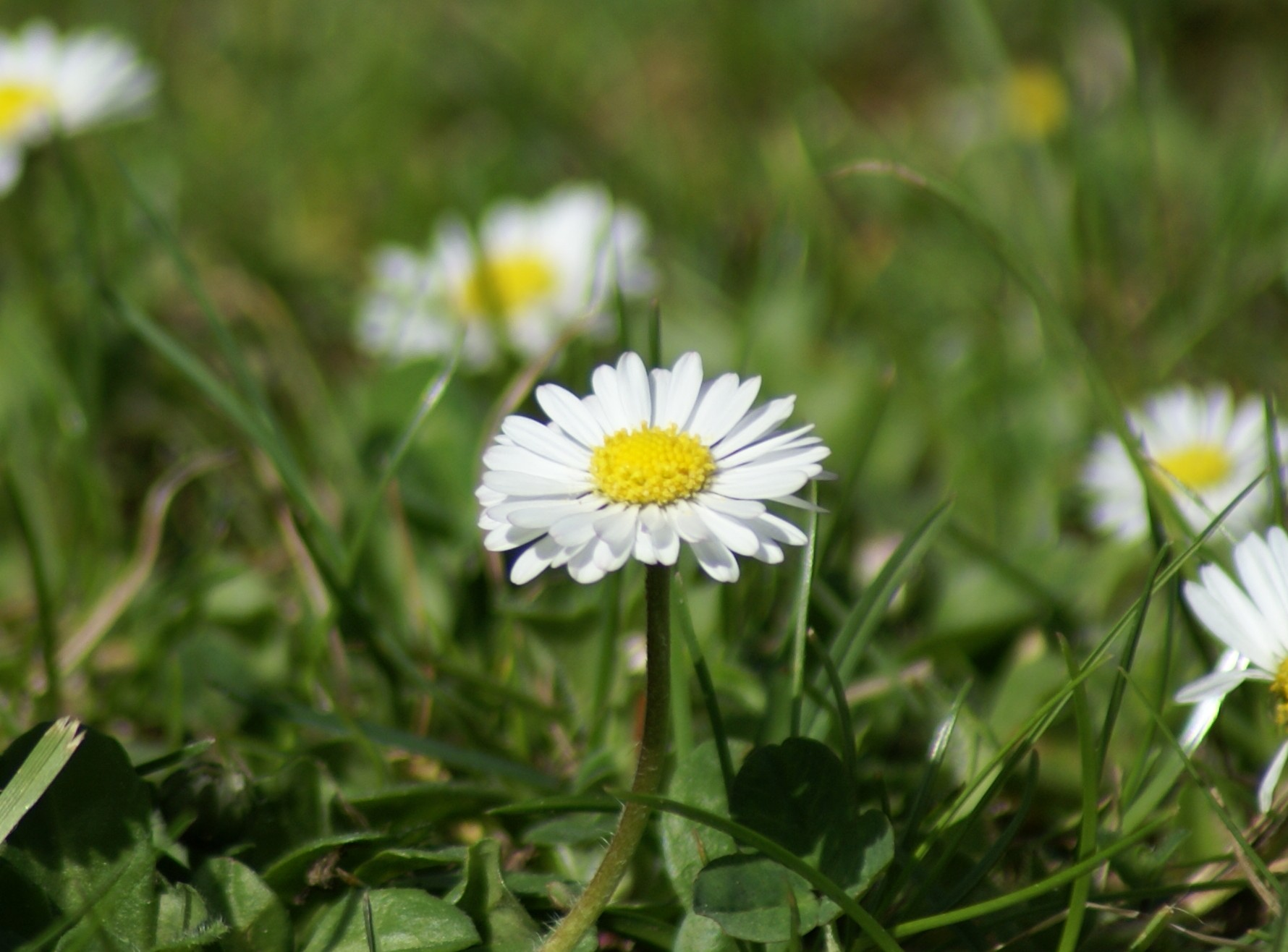
محدوده فاصله‌ای که در آن اجسام واضح و واضح به نظر می‌رسند، که عمق میدان نامیده می‌شود، توسط بسیاری از دوربین‌ها قابل تنظیم است. این به یک عکاس اجازه می‌دهد تا کنترل کند که کدام اشیاء در فوکوس ظاهر می‌شوند و کدام موارد نه.

با توجه به خواص نوری یک لنز عکاسی، فقط اشیاء در محدوده محدودی از فاصله از دوربین به وضوح یا شفاف نشان داده می‌شوند. فرایند تنظیم این محدوده به عنوان تغییر فوکوس دوربین شناخته می‌شود. راه‌های مختلفی برای فوکوس دقیق دوربین وجود دارد. ساده‌ترین دوربین‌ها فوکوس ثابتی دارند و از یک دیافراگم کوچک و لنز با زاویه باز استفاده می‌کنند تا اطمینان حاصل شود که همه چیز در محدوده مشخصی از فاصله از لنز، یعنی حدود ۳ متر تا بینهایت در حالت فوکوس یا شفاف هستند. دوربین‌های فوکوس ثابت معمولاً ارزان هستند، مانند دوربین‌های نوع disposable یا همان دوربین‌های single-use. دوربین همچنین می‌تواند محدوده فوکوس یا فوکوس مقیاس محدودی داشته باشد که روی بدنه دوربین نشان داده شده‌است. کاربر فاصله تا سوژه را حدس زده یا محاسبه می‌کند و فوکوس را بر اساس آن تنظیم می‌کند. در برخی دوربین‌ها، این علامت با نمادهایی (سر و شانه، دو نفر ایستاده، یک درخت، کوه) نشان داده می‌شود.
دوربین‌های مسافت‌یاب با استفاده از واحد اختلاف منظر جفت شده در بالای دوربین، اندازه‌گیری فاصله از اجسام را امکان‌پذیر می‌کنند و به شما امکان می‌دهد فوکوس را با دقت تنظیم کنید. دوربین‌های رفلکس تک لنز به عکاس اجازه می‌دهد تا فوکوس و ترکیب بندی را به صورت بصری با استفاده از لنز شیئی و یک آینه متحرک تعیین کند تا تصویر را بر روی یک صفحه نمایش میکرو منشور شیشه‌ای یا پلاستیکی نمایش دهد. دوربین‌های رفلکس دو لنزی از یک لنز شیئی و یک واحد لنز فوکوس (معمولاً مشابه لنز شیئی) در یک بدنه موازی برای ترکیب و فوکوس استفاده می‌کنند. دوربین‌های دید از یک صفحه شیشه زمین استفاده می‌کنند که قبل از نوردهی با یک صفحه عکاسی یا یک نگهدارنده قابل استفاده مجدد حاوی فیلم ورقه‌ای جدا شده و جایگزین می‌شود. دوربین‌های مدرن اغلب سیستم‌های فوکوس خودکار را برای فوکوس خودکار دوربین با روش‌های مختلف ارائه می‌دهند.
دوربین‌های آزمایشی مانند آرایه عکسبرداری مسطح فوریه (PFCA) برای گرفتن عکس نیازی به فوکوس ندارند. در عکاسی دیجیتال مرسوم، لنزها یا آینه‌ها تمام نوری را که از یک نقطه از یک جسم متمرکز به یک نقطه در صفحه حسگر منشأ می‌گیرد، ترسیم می‌کنند؛ بنابراین، هر پیکسل یک قطعه اطلاعات مستقل در مورد صحنه دور را به هم مرتبط می‌کند. در مقابل، یک PFCA عدسی یا آینه ندارد، اما هر پیکسل دارای یک جفت توری پراش خاص در بالای خود است، که به هر پیکسل اجازه می‌دهد به همین ترتیب یک قطعه اطلاعات مستقل (مخصوصاً یک جزء از تبدیل فوریه دو بعدی) را در مورد صحنه دور با هم، اطلاعات صحنه کامل گرفته می‌شود، و تصاویر را می‌توان با محاسبات بازسازی کرد.
برخی از دوربین‌ها از پسا-فوکوس پشتیبانی می‌کنند. پسا-فوکوس به گرفتن عکس‌هایی اشاره دارد که بعداً روی رایانه فوکوس می‌شوند. این دوربین از بسیاری از لنزهای ریز روی سنسور برای گرفتن نور از هر زاویه دوربین یک صحنه استفاده می‌کند که به عنوان فناوری Plenoptic شناخته می‌شود. یک طراحی دوربین plenoptic فعلی دارای ۴۰۰۰۰ لنز است که با هم کار می‌کنند تا تصویر بهینه را به دست آورند.

### ثبت تصویر روی فیلم
دوربین‌های سنتی نور را روی صفحات عکاسی یا فیلم عکاسی می‌گیرند. دوربین‌های ویدیویی و دیجیتالی از یک حسگر تصویر الکترونیکی، معمولاً یک CCD یا یک سنسور CMOS برای ضبط تصاویر استفاده می‌کنند که می‌توانند برای ذخیره‌سازی یا پردازش بعدی در کارت حافظه یا سایر حافظه‌های داخل دوربین منتقل شوند.
طیف گسترده‌ای از فرمت‌های فیلم و صفحه توسط دوربین‌ها استفاده شده‌است. در اوایل تاریخ، اندازه‌های صفحه اغلب برای ساخت و مدل دوربین‌ها خاص بود، اگرچه به سرعت استانداردسازی برای دوربین‌های محبوب‌تر ایجاد شد. معرفی رول فیلم روند استانداردسازی را بیشتر پیش برد به طوری که در دهه ۱۹۵۰ تنها چند فیلم رول استاندارد مورد استفاده قرار می‌گرفت. این‌ها شامل ۱۲۰ فیلم با ۸، ۱۲ یا ۱۶ نوردهی، ۲۲۰ فیلم با ۱۶ یا ۲۴ نوردهی، ۱۲۷ فیلم ارائه دهنده ۸ یا ۱۲ نوردهی (عمدتاً در دوربین‌های براونی) و ۱۳۵ (فیلم ۳۵ میلی‌متری) با ارائه ۱۲، ۲۰ تا ۳۶ نوردهی تا ۷۲ نوردهی در قالب نیم فریم یا کاست انبوه برای محدوده دوربین Leica.
برای دوربین‌های سینمایی، فیلم با عرض ۳۵ میلی‌متر و سوراخ‌دار با سوراخ‌های چرخ‌دنده به عنوان فرمت استاندارد در دهه ۱۸۹۰ ایجاد شد. تقریباً برای تمام تولیدات فیلم حرفه‌ای مبتنی بر فیلم استفاده شد. برای استفاده آماتور، چندین فرمت کوچکتر و در نتیجه ارزانتر معرفی شد. فیلم ۱۷٫۵ میلی‌متری که با جدا کردن فیلم‌های ۳۵ میلی‌متری ایجاد شد، یکی از فرمت‌های آماتور اولیه بود، اما فیلم‌های ۹٫۵ میلی‌متری که در سال ۱۹۲۲ در اروپا معرفی شدند و فیلم‌های ۱۶ میلی‌متری که در سال ۱۹۲۳ در ایالات متحده معرفی شدند، به زودی به استانداردهای «فیلم‌های خانگی» تبدیل شدند. نیمکره‌های مربوطه در سال ۱۹۳۲، فرمت ۸ میلی‌متری مقرون‌به‌صرفه‌تر با دوبرابر کردن تعداد سوراخ‌ها در فیلم ۱۶ میلی‌متری و سپس تقسیم آن، معمولاً پس از نوردهی و پردازش ایجاد شد. فرمت Super 8 که هنوز ۸ میلی‌متر عرض دارد اما با سوراخ‌های کوچکتر برای ایجاد فضا برای فریم‌های فیلم بزرگتر، در سال ۱۹۶۵ معرفی شد.

#### سرعت فیلم (ISO)
اعداد سرعت فیلم که به‌طور سنتی برای اعلام سرعت فیلمبرداری فیلم انتخابی در دوربین‌های فیلم به دوربین استفاده می‌شود، در دوربین‌های دیجیتال مدرن به عنوان نشانه‌ای از بهره سیستم از نور به خروجی عددی و برای کنترل سیستم نوردهی خودکار استفاده می‌شود. سرعت فیلم معمولاً از طریق سیستم ISO 5800 اندازه‌گیری می‌شود. هرچه عدد سرعت فیلم بیشتر باشد، حساسیت فیلم به نور بیشتر است، در حالی که با عدد کمتر، فیلم کمتر به نور حساس است.

#### تعادل رنگ سفید
در دوربین‌های دیجیتال، دمای رنگ مربوط به مجموعه‌ای از شرایط نوری، جبران الکترونیکی می‌شود، که اطمینان حاصل می‌کند که نور سفید به‌عنوان آن روی تراشه تصویربرداری ثبت می‌شود و بنابراین رنگ‌های قاب طبیعی به نظر می‌رسند. در دوربین‌های مکانیکی مبتنی بر فیلم، این عملکرد با انتخاب اپراتور از فیلم استوک یا فیلترهای تصحیح رنگ انجام می‌شود. علاوه بر استفاده از تراز سفیدی برای ثبت رنگ طبیعی تصویر، عکاسان ممکن است از تراز سفیدی برای زیبایی‌شناسی استفاده کنند - به عنوان مثال، تعادل رنگ سفید با یک جسم آبی برای به دست آوردن دمای رنگ گرم.

### لوازم جانبی دوربین

#### فلاش
فلاش یک انفجار کوتاه از نور روشن را در طول نوردهی فراهم می‌کند و یک منبع نور مصنوعی رایج در عکاسی است. اکثر سیستم‌های فلاش مدرن از تخلیه ولتاژ بالا با باتری از طریق یک لوله پر از گاز برای تولید نور روشن برای مدت زمان بسیار کوتاهی (۱/۱۰۰۰ ثانیه یا کمتر) استفاده می‌کنند.
بسیاری از واحدهای فلاش نور منعکس شده از فلاش را اندازه‌گیری می‌کنند تا به تعیین مدت زمان مناسب فلاش کمک کنند. هنگامی که فلاش مستقیماً به دوربین وصل می‌شود - معمولاً در شکافی در بالای دوربین (کفش فلاش یا کفش داغ) یا از طریق یک کابل - فعال کردن شاتر روی دوربین فلاش را فعال می‌کند و نورسنج داخلی دوربین می‌تواند کمک به تعیین مدت زمان فلاش.
تجهیزات فلاش اضافی می‌تواند شامل پخش کننده نور، پایه و پایه، بازتابنده، جعبه نرم، ماشه و بند ناف باشد.

#### لوازم جانبی دیگر
لوازم جانبی دوربین‌ها عمدتاً برای مراقبت، محافظت، جلوه‌های ویژه و عملکردها استفاده می‌شود.
- هود لنز: در انتهای لنز برای جلوگیری از نور خورشید یا منبع نور دیگر برای جلوگیری از تابش خیره کننده و شعله‌ور شدن لنز استفاده می‌شود (همچنین به جعبه مات مراجعه کنید).
- درپوش لنز: در صورت عدم استفاده، لنز دوربین را می‌پوشاند و از آن محافظت می‌کند.
- آداپتور لنز: امکان استفاده از لنزهایی غیر از لنزهایی که دوربین برای آنها طراحی شده‌است را می‌دهد.
- فیلتر: رنگ‌های مصنوعی را مجاز می‌کند یا تراکم نور را تغییر می‌دهد.
- لوله اکستنشن لنز: امکان فوکوس نزدیک در عکاسی ماکرو را فراهم می‌کند.
- مراقبت و محافظت: شامل قاب و پوشش دوربین، ابزارهای نگهداری و محافظ صفحه نمایش است.
- مانیتور دوربین: یک نمای خارج از دوربین از ترکیب با صفحه نمایش روشن‌تر و رنگارنگ تر ارائه می‌دهد و معمولاً ابزارهای پیشرفته تری مانند راهنماهای کادربندی، پیک فوکوس، نوارهای گورخری، نمایشگرهای شکل موج (اغلب به عنوان "رژه RGB")، وکتورها در معرض نمایش قرار می‌دهد. و رنگ کاذب برای برجسته کردن مناطقی از تصویر که برای عکاس حیاتی است.
- سه‌پایه: در درجه اول برای ثابت نگه داشتن دوربین در حین ضبط ویدیو، انجام نوردهی طولانی و عکاسی تایم لپس استفاده می‌شود.
- آداپتور میکروسکوپ: برای اتصال دوربین به میکروسکوپ برای عکاسی از آنچه که میکروسکوپ در حال بررسی است استفاده می‌شود.
- آزاد کردن کابل: برای کنترل از راه دور شاتر با استفاده از یک دکمه شاتر از راه دور که می‌تواند از طریق کابل به دوربین متصل شود، استفاده می‌شود. می‌توان از آن برای باز کردن شاتر برای مدت زمان مورد نظر استفاده کرد و همچنین معمولاً برای جلوگیری از لرزش دوربین از فشار دادن دکمه شاتر داخلی استفاده می‌شود.
- محافظ شبنم: از تجمع رطوبت روی لنز جلوگیری می‌کند.
- فیلتر UV: می‌تواند از عنصر جلویی لنز در برابر خراش، ترک، لکه، خاک، گرد و غبار و رطوبت محافظت کند و در عین حال حداقل تأثیر را بر کیفیت تصویر داشته باشد.
- باتری و گاهی شارژر.

دوربین‌های با فرمت بزرگ از تجهیزات ویژه‌ای استفاده می‌کنند که شامل لوپ ذره بین، منظره یاب، زاویه یاب و ریل/کامیون فوکوس است. برخی از دوربین‌های SLR حرفه‌ای را می‌توان با یاب‌های قابل تعویض برای فوکوس در سطح چشم یا سطح کمر، صفحه‌نمایش فوکوس، کاسه چشم، پشتیبان داده، موتور درایو برای حمل فیلم یا بسته‌های باتری خارجی ارائه کرد.

## انواع اولیه

### دوربین تک لنز رفلکس (SLR).

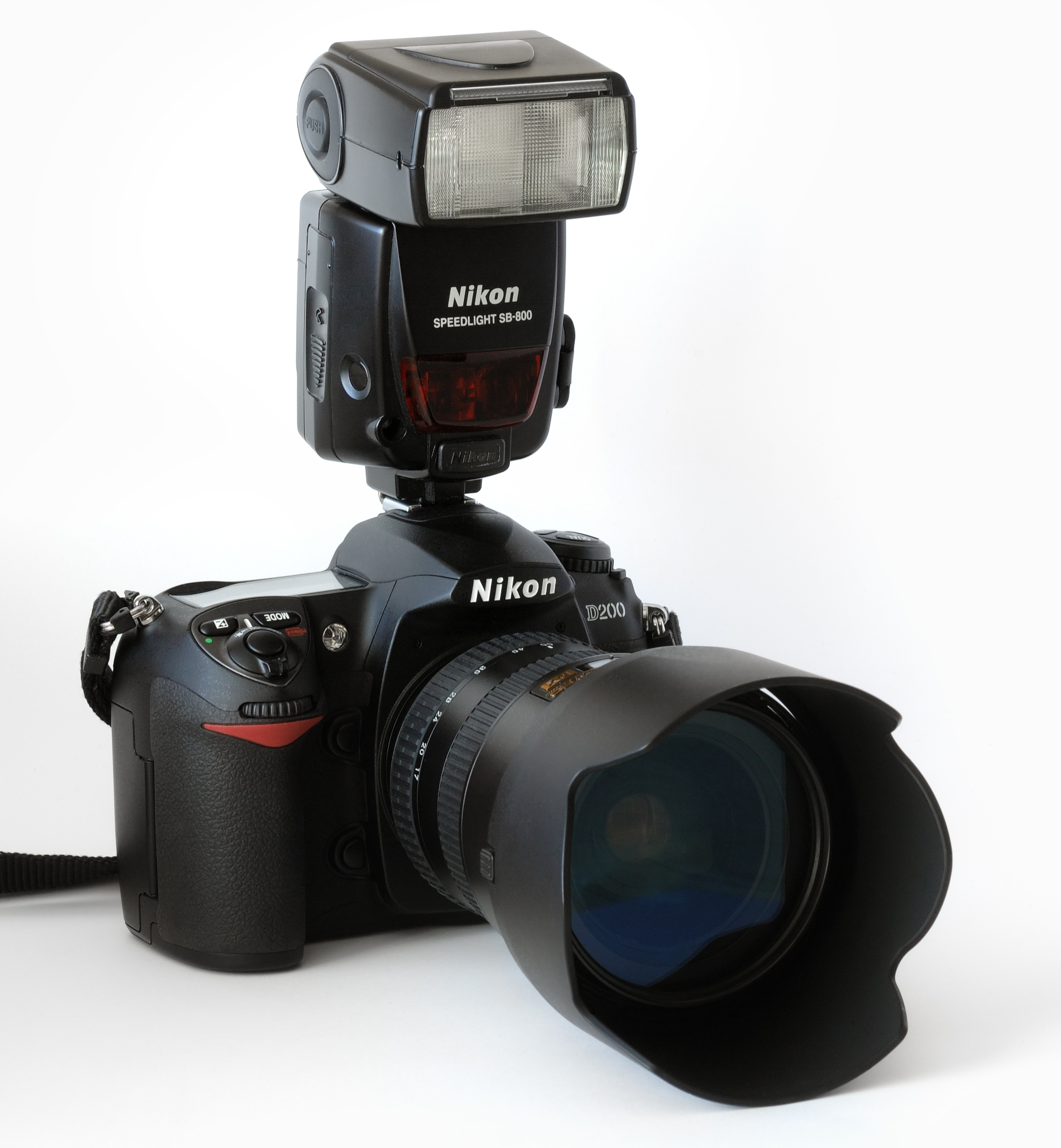
دوربین دیجیتال نیکون D200

در عکاسی، دوربین بازتابی تک لنز (SLR) با یک آینه برای هدایت نور از لنز به منظره یاب قبل از رها کردن شاتر برای نوشتن و فوکوس یک تصویر ارائه می‌شود. هنگامی که شاتر آزاد می‌شود، آینه به سمت بالا و دور می‌چرخد و به محیط عکاسی اجازه می‌دهد تا نوردهی کند و بلافاصله پس از پایان نوردهی برمی‌گردد. هیچ دوربین SLR قبل از سال ۱۹۵۴ این ویژگی را نداشت، اگرچه آینه برخی از دوربین‌های SLR اولیه به‌طور کامل توسط نیرویی که بر روی شاتر وارد می‌شد کار می‌کرد و تنها زمانی که فشار انگشت آزاد می‌شد، برمی‌گشت. Asahiflex II که توسط شرکت ژاپنی Asahi (Pentax) در سال ۱۹۵۴ عرضه شد، اولین دوربین SLR جهان با آینه بازگشت فوری بود.
در دوربین رفلکس تک لنز، عکاس صحنه را از دریچه دوربین می‌بیند. این امر از مشکل اختلاف منظر که هنگام جدا شدن منظره یاب یا لنز دید از لنز گرفتن رخ می‌دهد جلوگیری می‌کند. دوربین‌های رفلکس تک لنز در چندین فرمت از جمله فیلم ورق 5x7 اینچ و 4x5" رول فیلم ۲۲۰/۱۲۰ ساخته شده‌اند که ۸٬۱۰، ۱۲ یا ۱۶ عکس روی یک رول ۱۲۰ و دو برابر تعداد فیلم ۲۲۰ می‌گیرد. این‌ها به ترتیب با 6x9، 6x7، 6x6، و 6x4.۵ مطابقت دارند (همه ابعاد بر حسب سانتی‌متر). از تولیدکنندگان برجسته دوربین‌های SLR با فرمت بزرگ و رول می‌توان به Bronica , Graflex، Hasselblad , Seagull، Mamiya و Pentax اشاره کرد. با این حال، رایج‌ترین فرمت دوربین‌های SLR 35 بوده‌است میلی‌متر و متعاقباً مهاجرت به دوربین‌های دیجیتال SLR، با استفاده از بدنه‌های تقریباً یکسان و گاهی با استفاده از سیستم‌های لنز مشابه.
تقریباً همه دوربین‌های SLR از یک آینه جلویی در مسیر اپتیکال استفاده می‌کنند تا نور لنز را از طریق صفحه نمایش و پنتاپریسم به چشمی هدایت کند. در زمان نوردهی، آینه قبل از باز شدن دریچه از مسیر نور خارج می‌شود. برخی از دوربین‌های اولیه با روش‌های دیگری برای مشاهده از طریق لنز، از جمله استفاده از یک لایه نیمه شفاف مانند Canon Pellix و برخی دیگر با پریسکوپ کوچک مانند سری Corfield Periflex، آزمایش کردند.

### دوربین با فرمت بزرگ
دوربین با فرمت بزرگ، فیلم‌برداری ورق، جانشین مستقیم دوربین‌های صفحه اولیه است و همچنان برای عکاسی با کیفیت بالا و عکاسی فنی، معماری و صنعتی مورد استفاده قرار می‌گیرد. سه نوع متداول وجود دارد: دوربین دید، با انواع دوربین‌های مونوریل و میدانی آن، و دوربین مطبوعاتی. آنها دارای دم‌های قابل گسترش هستند که لنز و شاتر روی صفحه لنز در جلو نصب شده‌است. پشتی‌هایی که فیلم رول می‌گیرند و پشتی‌های دیجیتال بعدی علاوه بر پشت کشویی تیره استاندارد در دسترس هستند. این دوربین‌ها دارای طیف وسیعی از حرکات هستند که امکان کنترل بسیار نزدیک فوکوس و پرسپکتیو را فراهم می‌کند. ترکیب بندی و فوکوس بر روی دوربین‌های دید با مشاهده یک صفحه شیشه‌ای زمینی انجام می‌شود که با فیلم جایگزین می‌شود تا نوردهی ایجاد شود. آنها فقط برای سوژه‌های ثابت مناسب هستند و استفاده از آنها کند است.

#### دوربین صفحه‌ای

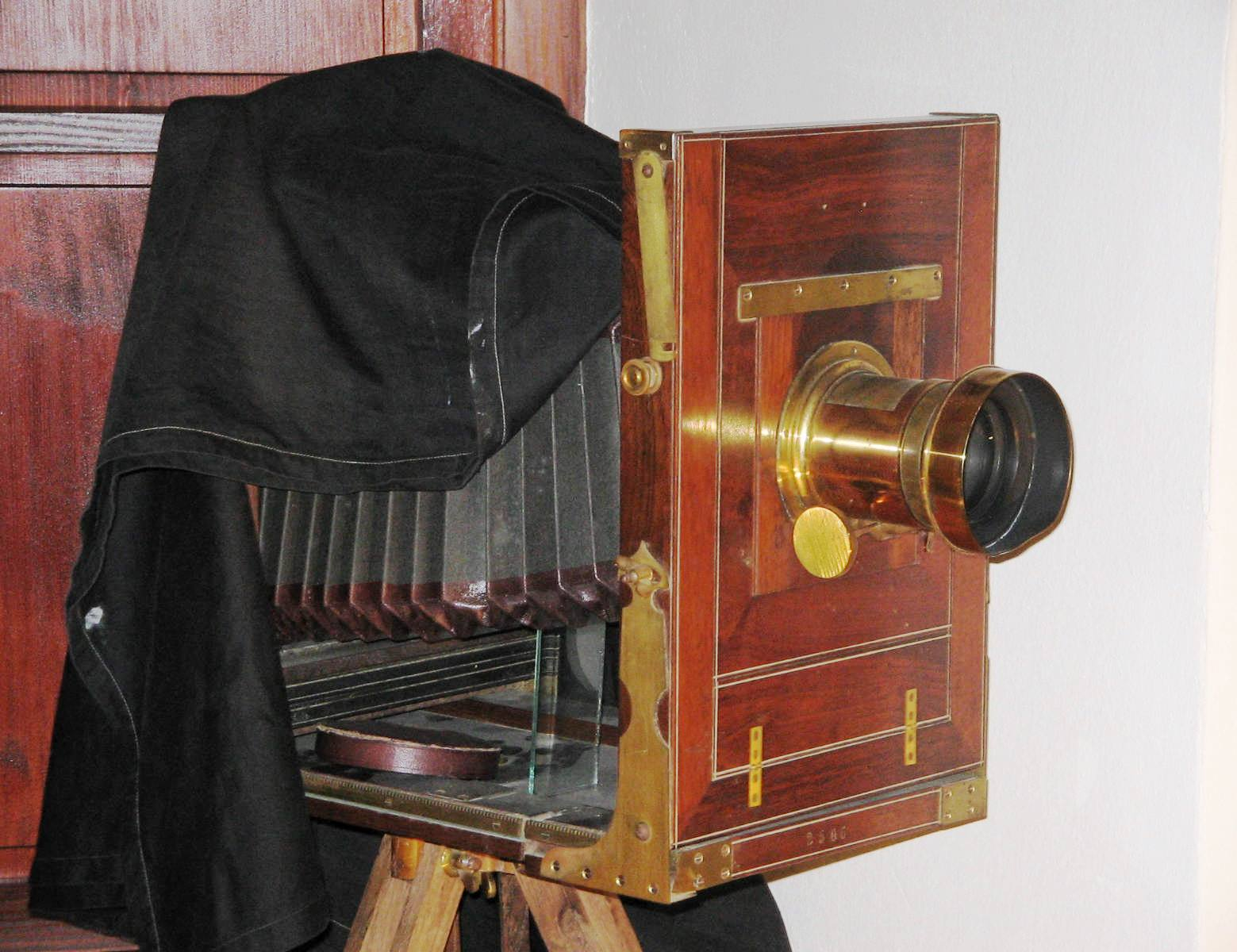
دوربین استودیویی قرن نوزدهمی با دم برای فوکوس

اولین دوربین‌هایی که در تعداد قابل توجهی تولید شدند، دوربین‌های صفحه‌ای بودند که از صفحات شیشه‌ای حساس استفاده می‌کردند. نور وارد عدسی می‌شود که روی یک صفحه عدسی نصب شده بود که توسط دم‌های قابل گسترش از صفحه جدا می‌شد. دوربین‌های جعبه‌ای ساده برای صفحات شیشه‌ای، اما دوربین‌های رفلکس تک لنز با لنزهای قابل تعویض و حتی برای عکاسی رنگی (Autochrome Lumière) وجود داشت. بسیاری از این دوربین‌ها دارای کنترل‌هایی برای بالا بردن، پایین آوردن و کج کردن لنز به جلو یا عقب برای کنترل پرسپکتیو بودند.
فوکوس این دوربین‌های صفحه‌ای با استفاده از یک صفحه شیشه‌ای زمین در نقطه فوکوس بود. از آنجایی که طراحی لنز فقط لنزهای با دیافراگم نسبتاً کوچک را مجاز می‌کرد، تصویر روی صفحه شیشه زمین کم‌رنگ بود و اکثر عکاسان پارچه‌ای تیره برای پوشاندن سر خود داشتند تا فوکوس و ترکیب‌بندی راحت‌تر انجام شود. هنگامی که فوکوس و ترکیب رضایت بخش بود، صفحه شیشه زمین برداشته شد و یک صفحه حساس در جای خود قرار داده شد که توسط یک اسلاید تیره محافظت می‌شد. برای ایجاد نوردهی، اسلاید تیره به دقت بیرون کشیده شد و شاتر باز شد و سپس بسته شد و اسلاید تیره جایگزین شد.

### دوربین دیجیتال

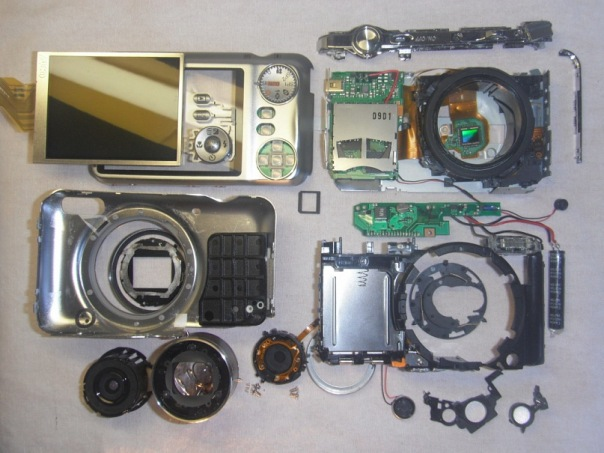
دوربین دیجیتال جدا شده

دوربین دیجیتال (یا digicam) دوربینی است که تصاویر و فیلم‌های دیجیتال را رمزگذاری می‌کند و آنها را برای بازتولید بعدی ذخیره می‌کند. آنها معمولاً از حسگرهای تصویر نیمه هادی استفاده می‌کنند. اکثر دوربین‌هایی که امروزه فروخته می‌شوند دیجیتال هستند، و در بسیاری از دستگاه‌ها از تلفن‌های همراه (به نام تلفن‌های دوربین دار) تا وسایل نقلیه گنجانده شده‌اند.
دوربین‌های دیجیتال و فیلم از یک سیستم نوری مشترک استفاده می‌کنند که معمولاً از یک لنز با دیافراگم متغیر برای تمرکز نور بر روی دستگاه دریافت تصویر استفاده می‌کنند. دیافراگم و شاتر میزان صحیح نور را به تصویرگر می‌پذیرند، درست مانند فیلم، اما دستگاه برداشت تصویر الکترونیکی است تا شیمیایی. با این حال، برخلاف دوربین‌های فیلم‌برداری، دوربین‌های دیجیتال می‌توانند بلافاصله پس از گرفتن یا ضبط تصاویر را روی صفحه نمایش دهند و تصاویر را از حافظه ذخیره و حذف کنند. بیشتر دوربین‌های دیجیتال می‌توانند فیلم‌های متحرک را با صدا ضبط کنند. برخی از دوربین‌های دیجیتال می‌توانند تصاویر را برش داده و سایر ویرایش‌های اولیه تصویر را انجام دهند.
مصرف‌کنندگان دوربین‌های دیجیتال را در دهه ۱۹۹۰ به کار گرفتند. دوربین‌های فیلمبرداری حرفه‌ای در دهه‌های ۲۰۰۰–۲۰۱۰ به دیجیتال تبدیل شدند. سرانجام، دوربین‌های فیلم در دهه ۲۰۱۰ به دیجیتال تبدیل شدند.
اولین دوربینی که از الکترونیک دیجیتال برای ثبت و ذخیره تصاویر استفاده می‌کند توسط مهندس کداک استیون ساسون در سال ۱۹۷۵ ساخته شد. او از یک دستگاه شارژ (CCD) ارائه شده توسط Fairchild Semiconductor استفاده کرد که تنها ۰٫۰۱ مگاپیکسل برای ثبت تصاویر ارائه می‌کرد. ساسون دستگاه CCD را با قطعات دوربین فیلم ترکیب کرد تا یک دوربین دیجیتال بسازد که تصاویر سیاه و سفید را روی نوار کاست ذخیره می‌کرد. : 442 سپس تصاویر از نوار کاست خوانده شد و روی مانیتور تلویزیون مشاهده شد. : 225 بعداً نوارهای کاست با فلش مموری جایگزین شدند.
در سال ۱۹۸۶، شرکت ژاپنی نیکون یک دوربین بازتابی تک لنز الکترونیکی با قابلیت ضبط آنالوگ به نام Nikon SVC معرفی کرد.
اولین دوربین‌های دیجیتال SLR فول فریم از حدود سال ۲۰۰۰ تا ۲۰۰۲ در ژاپن توسعه یافتند: MZ-D توسط Pentax, N Digital توسط تیم ژاپنی R6D Contax , و EOS-1Ds توسط Canon. به تدریج در دهه ۲۰۰۰، DSLR فول فریم به نوع دوربین غالب برای عکاسی حرفه‌ای تبدیل شد.
در اکثر دوربین‌های دیجیتال یک نمایشگر، اغلب یک نمایشگر کریستال مایع (LCD)، به کاربر اجازه می‌دهد صحنه ضبط شده و تنظیماتی مانند سرعت ISO، نوردهی و سرعت شاتر را مشاهده کند. : 6–7  : 12 

## دوربین ثابت و متحرک در سینما
حرکت دوربین، یکی از قدرتمندترین ابزارهای بیان در سینما است که به فیلمسازان اجازه می‌دهد تا احساسات، فضاها و رویدادها را به شیوه‌ای بسیار تاثیرگذار به مخاطب منتقل کنند.
- ایجاد حس حرکت و پویایی: حرکت دوربین، به ویژه در صحنه‌های اکشن یا تعقیب و گریز، حس حرکت و پویایی را به بیننده منتقل می‌کند و او را در دل صحنه قرار می‌دهد.
- ایجاد فضای توهم‌آمیز: با استفاده از حرکت‌های دوربین خاص مانند چرخش یا زوم، می‌توان فضایی توهم‌آمیز و سورئال خلق کرد که در آن مرز بین واقعیت و رویا شکسته می‌شود.
- تغییر درک مخاطب از فضا: حرکت دوربین می‌تواند درک مخاطب از اندازه، عمق و ابعاد فضا را تغییر دهد. به عنوان مثال، یک حرکت دوربین به سمت بالا، می‌تواند حس عظمت و شکوه را القا کند.
- نمایش احساسات شخصیت‌ها: حرکت دوربین می‌تواند احساسات درونی شخصیت‌ها را به تصویر بکشد. به عنوان مثال، یک حرکت دوربین آرام و روان، می‌تواند آرامش و سکون را نشان دهد، در حالی که یک حرکت دوربین سریع و تند، می‌تواند اضطراب و هیجان را بیان کند.

برعکس، دوربین ثابت:
- ایجاد حس ثبات و استحکام: دوربین ثابت، به ویژه در صحنه‌های مکالمه یا نمایش احساسات، می‌تواند حس ثبات و استحکام را ایجاد کند و به بیننده اجازه دهد تا بر روی بازیگران و دیالوگ‌ها تمرکز کند.
- نمایش واقعیت عینی: دوربین ثابت، واقعیت را به شیوه‌ای عینی‌تر و بی‌طرفانه‌تر به تصویر می‌کشد و به بیننده اجازه می‌دهد تا خود قضاوت کند.

در نهایت، انتخاب بین دوربین متحرک و ثابت، به هدف فیلمساز و نوع داستانی که می‌خواهد روایت کند بستگی دارد. هر دو روش، ابزارهای قدرتمندی هستند که در صورت استفاده صحیح، می‌توانند به خلق تجربه‌ای سینمایی غنی و فراموش‌نشدنی کمک کنند.

### مثال‌ها
- صحنه‌های تعقیب و گریز: در این صحنه‌ها، حرکت سریع دوربین، حس هیجان و خطر را به بیننده منتقل می‌کند.
- صحنه‌های مکالمه صمیمانه: در این صحنه‌ها، دوربین ثابت، به بیننده اجازه می‌دهد تا بر روی بازیگران و دیالوگ‌ها تمرکز کند و به عمق احساسات آن‌ها پی ببرد.
- صحنه‌های سورئال: در این صحنه‌ها، حرکت‌های دوربین غیرمنتظره و چرخش‌های ناگهانی، فضایی توهم‌آمیز و رویاگونه را خلق می‌کنند.

### عوامل موثر بر انتخاب نوع حرکت دوربین:
- ژانر فیلم: در ژانرهای مختلف، از حرکت‌های دوربین متفاوتی استفاده می‌شود.
- داستان و شخصیت‌ها: حرکت دوربین باید با داستان و شخصیت‌های فیلم هماهنگ باشد.
- ایجاد حس خاص: فیلمساز با استفاده از حرکت دوربین، می‌تواند احساسات خاصی را در بیننده ایجاد کند.